# Zweifarbenschwärzling
Der Zweifarbenschwärzling (Nigrita bicolor) ist ein afrikanischer Singvogel aus der Familie der Prachtfinken. Es handelt sich um eine scheue und unauffällige, waldlebende Schwärzlingart, die gewöhnlich zuerst durch ihren Gesang auffällt.
Es werden mehrere Unterarten unterschieden. Die IUCN stuft den Zweifarbenschwärzling als nicht gefährdet (least concern) ein.

## Aussehen
Der Zweifarbenschwärzling hat mit 11 bis 12 Zentimeter Körperlänge etwa die Größe einer Blaumeise. Die Oberseite einschließlich Kopfplatte und Nacken ist dunkel schiefergrau, an einigen Stellen leicht ins Bräunliche spielend und wird auf dem Schwanz dunkler bis hin zu Schwarz. Die vordere Gesichtshälfte, der Bereich über dem Auge und die Wangen sowie die gesamte Unterseite sind dunkel kastanienbraun. Der Schnabel ist schwarz, das Auge rot bis rötlich braun. Die Füße sind dunkelbraun.
Ein Sexualdimorphismus ist meist nicht ausgeprägt. Bisweilen sind die Weibchen unterseits heller und das Kastanienrot ist auf der Stirn weniger ausgedehnt.
Jungvögel sind oberseits farblos braun bis olivbraun, auf der Unterseite heller gelblich braun. Später kommt die kastanienbraune Gefiederfärbung der Altvögel unregelmäßig auf der Unterseite durch. Das Großgefieder ist bereits wie bei den Altvögeln gefärbt. Der Schnabel ist dunkel grau bis schwärzlich.

## Verwechslungsmöglichkeiten
Der Zweifarbenschwärzling unterscheidet sich vom Rotstirn-Ameisenpicker durch den kürzeren Schnabel und die matter rote Körperunterseite und die fehlende rote Stirn. Sie sind dunkler als Jungvögel des Bronzemännchens mit einem eher graubraunen Gefieder, einem kleineren Schnabel und schwarzen Steuerfedern.

## Stimme
Der Ruf des Zweifarbenschwärzlings ist ein klagendes tschi-tschi-huu. Der Gesang, ein tiefes kiu-kiu-wi-wi-wi, ist ähnlich im Klang und wird oft aus den Baumwipfeln heraus vorgetragen.

## Verbreitung und Bestand
Der Verbreitung der Art beschränkt sich auf den tropischen Regenwaldgürtel im Westen Afrikas. Sie reicht vom äußersten Südwesten des Senegal und dem Westen Gambias westwärts bis Uganda und in das östliche Kenia. Die nördliche Verbreitungsgrenze verläuft durch den Süden der westafrikanischen Küstenstaaten, durch die Zentralafrikanische Republik und den Norden der Demokratischen Republik Kongo. Südwärts schließt das Areal die Insel Príncipe ein und reicht bis in das nordwestliche Angola.
Da die Art in vielen Gegenden des Verbreitungsgebietes als häufig beschrieben wird, gilt sie nicht als bedroht.

## Geografische Variation
Es werden zwei Unterarten unterschieden, von denen die östlichere brunnescens etwas größer, oberseits weniger kräftig und unterseits bräunlicher gefärbt ist als die Nominatform.
- N. b. biculor (Hartlaub 1844) – ostwärts etwa bis Ghana
- N. b. brunnenescens (Reichenow 1902) – von Princípe und dem südlichen Nigeria westwärts

Eine dritte von Reichenow beschriebene Unterart saturatior aus dem Osten der Demokratischen Republik Kongo, bei der die Männchen dunkler und kräftiger, die Weibchen unterseits heller gefärbt sein sollen, wird heute meist nicht mehr anerkannt und solche Exemplare brunnescens zugerechnet.

## Lebensweise
Der Zweifarbenschwärzling ist in Westafrika sehr verbreitet und stellenweise recht häufig. Er besiedelt Wälder, Waldlichtungen und Waldränder im tropischen Regenwald und in Sekundärwäldern. Auch in der Kulturlandschaft ist er in Waldstücken und Gehölzen zu finden. Zudem kommt er im dichten Buschland und in Mangrovenwäldern mit viel Unterwuchs vor. Er ist vorwiegend in der dichten Strauchschicht anzutreffen und lebt dort recht verborgen. Er ernährt sich vorwiegend von Insekten und deren Larven (z. B. kleine Raupen) sowie Sämereien, Schalen von Nüssen, Früchten und gelegentlich von Froschlaich.
Während der Brutzeit lebt er paarweise, ansonsten streift er häufig in kleinen Gruppen umher und vergesellschaftet sich auch mit dem Blassstirnschwärzling (N. luteifrons) und dem Graunackenschwärzling (N. canicapilla). Die Fortpflanzungszeit variiert abhängig vom Verbreitungsgebiet. Das Nest ist ein Kugelnest mit einem seitlichen Eingang. Es wird aus trockenen Grashalmen, Stängeln und Blättern gebaut und mit Moos und Halmen ausgelegt. Das Nest befindet sich zwischen einem und 25 Metern über dem Erdboden und wird in dichtem Laubwerk versteckt. Das Gelege besteht aus zwei bis fünf ovalen, weißschaligen Eiern.

## Haltung
Zweifarbenschwärzlinge wurden zu Beginn der 1930er Jahre gemeinsam mit Mantelschwärzlingen und Graunackenschwärzlingen erstmals nach Europa importiert und dann im Londoner Zoo gehalten. Danach kam diese Vogelart über Jahrzehnte nur vereinzelt nach Europa. Grund ist vermutlich die falsche Fütterung dieser primär insektenfressenden Art während des Transportes. Erst in den 1980er und 1990er Jahren wurden Zweifarbenschwärzlinge in größerer Stückzahl importiert. Die Erstzucht in Gefangenschaft gelang 1989.

## Belege

### Einzelbelege
1. ↑  Fry et al., S. 258
2. ↑  Nicolai et al., S. 34